# 東条信広
東条 信広（ひがしじょう のぶひろ）は、戦国時代の武将。信濃村上氏の家臣。信濃国埴科郡尼巌城主。

## 略歴
東条氏は信濃村上氏の傍流。
村上義清に属し、また娘を義清に嫁がせている。武田信玄の北信侵攻に抵抗していたが、弘治2年（1556年）、甲斐武田氏に属する真田幸隆に攻められて落城し、越後国の長尾景虎（上杉謙信）の許へ逃れた。その後の消息は不詳だが、後に一門の東条利光が上杉景勝に属して所領を回復しているが、一説にはこれは信広の事績だともいう。